# Kelly Stafford
Kelly Stafford, née le 10 avril 1978 à Stevenage, est une actrice pornographique britannique.

## Biographie
Kelly Stafford commence dans le X en 1997 dans Rocco's Private Fantasies 2 et s'arrête en 2007.
Elle est connue et récompensée pour ses films avec Rocco Siffredi. Avec sa beauté à l'anglaise, elle est la définition même de la "sex maniac".

## Récompenses
- 2000 : XRCO Awards – Best Anal Or D.P. Sex Scene – When Rocco Meats Kelly 2 avec Alba Del Monte, Rocco Siffredi & Nacho Vidal
- 2000 : AVN Award – Best Sex Scene in a Foreign Shot Production – When Rocco Meats Kelly 2
- 2002 : AVN Award – Best Couples Sex Scene (Video) – with Rocco in Rocco's Way To Love avec Rocco Siffredi
- 2008 : AVN Award – Best Sex Scene in a Foreign-Shot Production–10-person group scene in Furious Fuckers Final Race

## Filmographie
- Rocco & Kelly : sex analysts (2017)[2]
- Furious Fuckers: Final Race (2007)
- Best Point of View (2006)
- Kelly's Lost Movie (2006)
- Best of Kelly (2004)
- Rocco: Live in Prague (2003)
- Perversion in Paris (2003)
- Rocco in London (2002)
- Rocco: Animal Trainer 10 (2002)
- Rocco: Super Moto Hard (2002)
- Kelly's Way to Love (2001)
- Way to Love (2001) (V)
- Dirty Anal Kelly in Rome 2 (2000)
- Dirty Anal Kelly in Rome (2000)
- Best Butt Fuck (2000)
- Sexual Superstars (2000)
- Rocco: Animal Trainer 3 (2000)
- When Rocco Meats Kelly 2: In Barcelona (1999)
- True Anal Stories 1 (1998)
- When Rocco Meats Kelly (1998)
- Rocco: More Than Ever 2 (1997)
- Private Fantasies 2 (1997)